# Hito de la Argentinidad

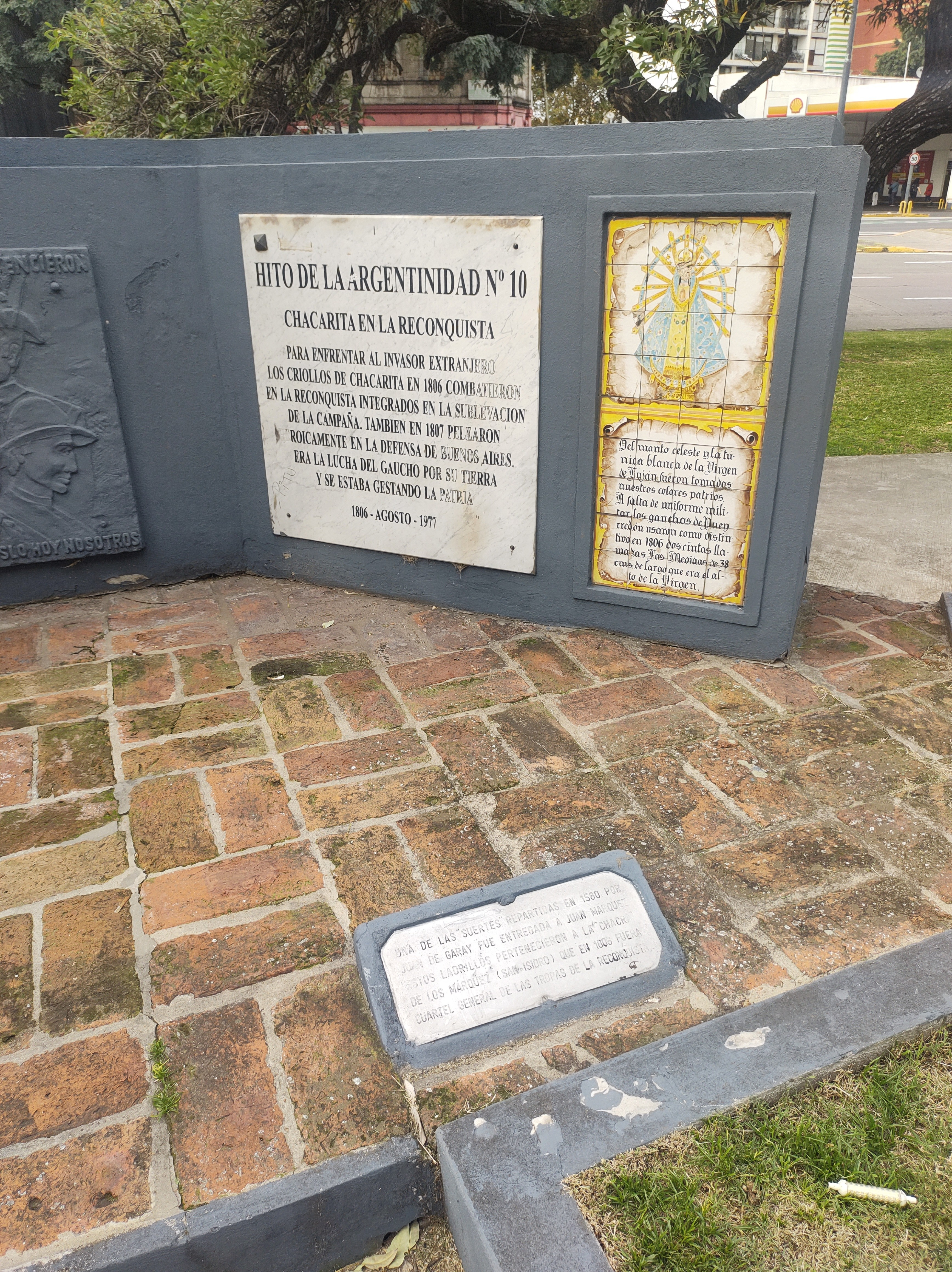
Hito n° 10, en la Avenida Corrientes, barrio de Chacarita

Se denomina Hito de la Argentinidad a cada uno de los monolitos que se hallan en diferentes puntos de la ciudad de Buenos Aires y de la provincia de Buenos Aires, Argentina, que representan y conmemoran sucesos ocurridos durante la Reconquista de Buenos Aires en 1806.

## Historia y descripción
Los Hitos de la Argentinidad fueron colocados en 1980 por el Instituto de Investigaciones Históricas del Fondo de la Legua. Esta institución amojonó en distintos lugares un monolito con una placa y una leyenda que recuerdan sucesos relacionados con la Reconquista que ocurrieron en los respectivos sitios, especialmente el recorrido de 40 leguas realizado por Juan Martín de Pueyrredón a caballo juntando milicianos para combatir a los ingleses. Al haberse detenido en Navarro, Luján, San Isidro, Baradero, etcétera, hay, en cada uno de esos sitios, un hito. También el recorrido de las fuerzas, que al mando de Santiago de Liniers, atravesaron Tigre, San Fernando, San Isidro, parte de San Martín y Vicente López, para llevar a cabo la reconquista de la ciudad de Buenos Aires ocupada por una expedición militar británica. 
En la ciudad de Buenos Aires hay cuatro hitos en total: en la Plaza General San Martín, en el barrio de Chacarita, en la intersección de la Avenida Corrientes con la calle Jorge Newbery, en la Plaza Miserere, y en Balcarce 50 (dirección de la Casa Rosada).
Todos los hitos exhiben, además, una mayólica de la Virgen de Luján y una inscripción que dice:

Del manto celeste y la túnica blanca de la Virgen de Luján fueron tomados nuestros colores patrios. A falta de uniforme los gauchos de Pueyrredón usaron como distintivo en 1806, dos cintas llamadas "las medidas" de 38 cm de largo, que era el alto de la Virgen.